# D.C. ~다카포~ 시리즈의 등장인물 목록
D.C. ~다카포~ 시리즈의 등장인물 목록은 PC(및 그 외의 미디어 믹스) 작품 「D.C. ~다카포~」·「D.C.II ~다카포 II~」시리즈에 등장하는 가공 인물의 일람이다.

## D.C.
※성우 항의 기재는
- 아사쿠라 준이치는 PC판/드라마 CD판/애니메이션판 /D.C.P.S./DVD-PG판
- 준이치 이외는 PC판 /D.C.P.S.및 애니메이션판

의 순서이다.("-"는 등장하지 않는 캐릭터)

### 주인공
아사쿠라 준이치(일본어: 朝倉 純一)
성우 : 없음/스기사키 카즈야·후쿠야마 준/타이 유키·타카기 레이코(어린시절)/없음·노토 마미코/시로키 쇼
「귀찮아(かったるい)」가 말버릇인 주인공.

### 공략 가능 히로인
아사쿠라 네무(일본어: 朝倉 音夢)
성우 : 토리이 카논(D.C. Summer Vacation까지)→아구미 오토(CircusLand I이후)→노가와 사쿠라, 캐릭터 디자인:나나오 나루
준이치의 의붓 여동생.

요시노 사쿠라(일본어: 芳乃 さくら)
성우 : 호쿠토 미나미/타무라 유카리, 캐릭터 디자인:나나오 나루
D.C.전체 메인 히로인. 준이치의 소꿉친구로 사촌.

시라카와 코토리(일본어: 白河 ことり)
성우 : 히나타 유라/호리에 유이, 캐릭터 디자인:나나오 나루
준이치의 동급생.학원의 아이돌적 존재.

미즈코시 모에(일본어: 水越 萌)
성우 : 나츠노 히마와리/이츠키 유이, 캐릭터 디자인:igul
준이치의 선배. 매우 마이 페이스로 한가한 성격. 미즈코시 마코의 언니.

미즈코시 마코(일본어: 水越 眞子)
성우 : 나가사키 미나미(D.C. Summer Vacation까지)→쿠로카와 유리(D.C. After Seasons이후)/마츠오카 유키, 캐릭터 디자인:igul
네무의 친구이자 준이치의 클래스메이트.미즈코시 모에의 여동생.

아마카세 미하루(일본어: 天枷 美春)
성우 : 하루노 히요리(D.C. White Season까지)→사사 루미코(D.C.P.C.이후)/칸다 아케미, 캐릭터 디자인:igul
준이치, 네무의 후배로 소꿉친구. 풍기 위원을 맡고 있다.

사기사와 미사키(요리코)(일본어: 鷺澤 美咲(頼子))
성우 : 쿠사야나기 준코/마츠키 미유, 캐릭터 디자인:igul
하츠네 섬굴지의 명가의 아가씨. 준이치의 동급생에 해당되지만, 실은 준이치보다 한 살 연상.

### D.C.P.S.
츠키시로 앨리스(일본어: 月城 アリス)
성우 : 피로스/하기와라 에미코
학교 뒤의 화단에서 항상 꽃이 피기만을 기다리는 말이 없는 하급생 소녀. 말을 주로 하지 않고 피로스라 불리는 삐에로 인형을 가지고 다니며 복화술로 메시지를 전달한다.
사이타마 나나코(일본어: 彩珠 ななこ)
성우 : 치바 미노리/아사노 마스미
비밀리에 만화가 일을 하고 있는 소녀로 마코와는 옛 친구 사이. 염소를 무서워하고 있다.
코노미야 타마키(일본어: 胡ノ宮 環)
성우 : 사와무라 유미코/쿠로카와 나미, 캐릭터 디자인:아키소바
준이치의 옛 약혼녀로 신사의 무녀일을 하고 있다.
무라사키 이즈미코(일본어: 紫 和泉子)
성우 : 미즈노 갓파(D.C. Summer Vacation까지)→타치바나 아야(CircusLand I이후)/쿠와타니 나츠코
준이치가 학교에서 우연히 본 곰 인형을 입은 소녀. 하지만 준이치 이외에는 그걸 알지 못하는데.
쿠도 카나에(일본어: 工藤 叶)
성우 : 카시마 아유미/사와시로 미유키
남학생으로 학교에 다니고 있지만 사실은 남장한 여성. 하지만 코토리는 그 정체를 알고 있는듯 한데..
키류 카스미(일본어: 霧羽 香澄)
성우 : 카미츠키 아오이/카카즈 유미

### 그 외
스기나미(일본어: 杉並)
성우 : 東慎(작품이 D.C.II와 관련되지 않는 경우)·소라노 타이요(관련되는 경우)/키시오 다이스케, 캐릭터 디자인:igul
우타마루(일본어: うたまる)
성우 : 하루노 히요리(D.C. White Season까지)→사사 루미코(D.C.P.C.이후)/모모이 하루코
시라카와 코요미(일본어: 白河 暦)
성우 : 니시다 코무기(D.C. Summer Vacation까지)/후카(CircusLand I이후)/마츠이 나오코, 캐릭터 디자인:igul
키류 아스미(일본어: 霧羽 明日美)
성우 : 카미즈키 아오이/후쿠엔 미사토
사에키 카나코(일본어: 佐伯 加奈子)
성우 : 호쿠토 미나미/시라이시 료코, 캐릭터 디자인:igul
모리카와 토모코(일본어: 森川 知子)
성우 : 스즈키 에리노(D.C. Summer Vacation까지)→노지마 카나(C.D.C.D.이후)/핫토리 카나코, 캐릭터 디자인:igul
요시노의 할머니(일본어: 芳乃のばあちゃん)
성우 : 호쿠토 미나미/오노 미유키(젊은 무렵：타무라 유카리)
세바(일본어: 瀬場)
성우 : 佐倉徹/소야 시게노리
수수께끼의 소녀(일본어: 謎の少女)
성우 : 사쿠라 치토세/미야자키 우이, 캐릭터 디자인:타니하라 나츠키

### 게임 미등장
미즈코시 토모야(일본어: 水越 智也)
성우 : 쿠보타 메구미
아이시아(일본어: アイシア)
성우 : 미야자키 우이
아키시마(일본어: 昭島)
성우 : 후루사와 토오루

## D.C.II
성우 항의 기재는, PC판/애니메이션판 및 PS2판의 순서이다("-"는 등장하고 있지 않는 캐릭터).

### 주인공
사쿠라이 요시유키(일본어: 桜内 義之)
성우:스메라기 미카도(일부만)·미사키 리나/아사누마 신타로·이토 시즈카

### 공략 가능 히로인

#### D.C.II에서 공략 가능
아사쿠라 오토메(일본어: 朝倉 音姫)
성우:히나기 아이/타카가키 아야히, 캐릭터 디자인:카유라 유카
아사쿠라 유메(일본어: 朝倉 由夢)
성우:키노미 히지리/호리에 유이, 캐릭터 디자인:타니하라 나츠키
시라카와 나나카(일본어: 白河 ななか)
성우:테즈카 미유/치하라 미노리, 캐릭터 디자인:치노 치모치
아마카세 미나츠(일본어: 天枷 美夏)
성우:카가미 아리스/아오키 사야카(게임, 애니메이션 동일), 캐릭터 디자인:타니하라 나츠키
츠키시마 코코(일본어: 月島 小恋)
성우:타치바나 아야/난조 요시노(게임, 애니메이션 동일), 캐릭터 디자인:치노 치모치
유키무라 안즈(일본어: 雪村 杏)
성우:토노 소요기/오카지마 타에(게임, 애니메이션 동일), 캐릭터 디자인:미츠마무

#### D.C.II P.S.에서 공략 가능
하나사키 아카네(일본어: 花咲 茜)
성우:마키 이즈미/야나세 나츠미(게임, 애니메이션 동일), 캐릭터 디자인:치노 치모치
사와이 마야(일본어: 沢井 麻耶)
성우:나나호시 유리코/미즈하시 카오리(게임, 애니메이션 동일), 캐릭터 디자인:치노 치모치
코사카 마유키(일본어: 高坂 まゆき)
성우:미사키 리나/이토 시즈카(게임, 애니메이션 동일), 캐릭터 디자인:치노 치모치
에리카 무라사키(일본어: エリカ・ムラサキ)
성우: 카자네 /쿠기미야 리에, 캐릭터 디자인:타니하라 나츠키
타카나시 마히루(일본어: 小鳥遊 まひる)
성우: 오구라 유이 /히로하시 료, 캐릭터 디자인:타테하
아이시아(일본어: アイシア)
성우: 사쿠라 치토세 /미야자키 우이, 캐릭터 디자인:타니하라 나츠키

#### 그 외
스기나미(일본어: 杉並)
성우:소라노 타이요/키시오 다이스케(게임, 애니메이션 동일)
이타바시 와타루(일본어: 板橋 渉)
성우:만 쿠리타로/야마구치 캇페이
미즈코시 마이카(일본어: 水越 舞佳)
성우:유즈키 아리사/아사카와 유(게임, 애니메이션 동일)
뮤(일본어: μ)
성우:카가미 아리스/아오키 사야카(게임, 애니메이션 동일)
코히나타 유즈(일본어: 小日向 ゆず)
성우:미야시로 유즈/시모다 아사미
코히나타 신(일본어: 小日向 慎)
성우:헬시 타로/이토 켄타로(게임, 애니메이션 동일)
요시노 사쿠라(일본어: 芳乃 さくら)
성우:호쿠토 미나미/타무라 유카리
카자미 학원의 현 학원장이며, 요시유키의 식객처 집주인이다.

아사쿠라 준이치(일본어: 朝倉 純一)
성우:桐生大地/쵸 (성우)
전작의 주인공. 본작에서는 오토메와 유메의 조부로서 등장. 「귀찮아(かったるい)」를 연발하는 성격이나 일본식 과자를 내는 능력은 변함없다.

아사쿠라 유키(일본어: 朝倉 由姫)
성우:미사키 리나/이토 시즈카
아마카세 박사(일본어: 天枷 博士)
성우:헬시 타로/이토 켄타로(게임, 애니메이션 동일)
사와이 유토(일본어: 沢井 勇斗)
성우:나나호시 유리코/키무라 마도카(애니메이션)·미즈하시 카오리(PS2)
엘니뇨 에리나(일본어: エルニーニョ 絵梨奈)
성우:나나호시 유리코/미즈하시 카오리
DJ
성우:헬시 타로/이토 켄타로(게임, 애니메이션 동일)
하리마오(일본어: はりまお)
성우:카가미 아리스/아오키 사야카(게임, 애니메이션 동일)

## D.C. Girl's Symphony
캐릭터 디자인은 모두 키사라기미즈가 담담했다. 성우 항의 기재는 PC판의 것만을 나타낸다.

### 주인공
코조 시오(일본어: 古城 史桜)
성우: 없음
신장: 156cm　혈액형: O형
주인공이다. 이름은 고정되어 있어 바꿀 수 없다. 카자미학원부속 2학년 2반이다. 부활동은 연극부이지만 담당은 무대 뒤에서 일하는 역할이다. 의젓하고 솔직하며, 마음씨 좋은 성격으로, 주위로부터 백치미를 지녔다고 인정받고 있다. 하지만 운동은 의외로 잘한다. 하츠네섬에 전해져오는 벚꽃 나무의 마법에 의해, 상대에게 스치면 자신의 마음속 목소리가 상대에게 들리게 되는 이상한 능력을 갖고 있다. (단, 감정이 격해지면 스치지 않아도 들려버린다) 그 탓에, 주위에는 접촉공포증을 갖고 있는 것으로 되어 있다. 다소 내성적인 성격으로 부탁받으면 거절하지 못하는 타입. 또 그 특별한 능력 탓에 기쁘거나 즐거울 때 이외의 감정은 최대한 겉으로 드러나지 않도록 항상 싱글벙글 웃기 때문에, 사정을 모르는 사람들로부터 험담을 듣기도 한다. 첫만남이 최악이었던 전학생 료헤이에게만은 종종 감정을 드러내는 경우가 있는 탓에, 료헤이에겐 좀처럼 솔직해지지 못하고 경계심을 갖고 있다.

### 공략 가능 히어로
시노미야 료헤이(일본어: 四之宮 稜平)
성우: 스즈키 타츠히사
신장: 176cm 혈액형: AB형 생일: 9월 16일 별자리: 처녀자리
카자미학원부속 2학년 2반이다. 시노미야 4형제의 막내로, 코우헤이와는 일란성 쌍둥이로 료헤이가 동생이다. 무뚝뚝한 성격에 입이 험해서 사람들이 쉽게 가까이 하지 않는, 기본적으로는 독불장군 타입이다. 또한 여성에게 서툴다. 코우헤이와는 신장과 체중이 완전히 같고, 얼굴도 상당히 닮았지만, 성격은 정반대이다. 말과는 다르게 꽤 남을 잘 보살펴준다. 시오와는 같은 하츠네섬의 마법에 걸려있어, 시오의 마법과는 긴밀하게 연결되어 있다. 이쪽은 시오 한정으로 마음 속 소리가 들린다는 것이지만, 거기엔 결함이 있어서 시오가 료헤이를 생각할 때는 들리지 않게 된다. 시노미야가에서는 집안일 대부분을 담당하고 있다. (본인말로는 자기가 안 하면 아무도 안 하기 때문이라고) 그 덕에 요리도 잘 한다. 또 요리 이외의 것도 실수 없이 해내는 손재주를 갖고 있다. 좋아하는 먹거리는 단 것. 또, 철이 들기 전에 부모님과 사별한 탓에 잘 기억하지 못하고 있다.
시노미야 코우헤이(일본어: 四之宮 航平)
성우: 스즈키 유토
신장: 176cm, 혈액형: AB형, 생일: 9월 16일, 별자리: 처녀자리
카자미학원부속 2학년 2반이다. 시노미야 4형제의 셋째이다. 쌍둥이 동생인 료헤이와는 대조적으로 온화하고 누구에게도 친절하면서 겸허한 모습이다. 형제 사이 중재 역할을 하는 경우도 많고, 료헤이를 잘 이해해준다. 그 한편으로 무엇이든 솜씨좋게 해내는 동생 료헤이에 대해 열등감을 갖고 있다. 현재는 건강한 몸이지만, 어렸을 때는 둘째 형과 같이 병약했었다. 좋아하는 것은 동생과 다르게 매운 음식이다.
시노미야 아오이(일본어: 四之宮 蒼)
성우: 호리에 카즈마
신장: 180cm, 혈액형: B형, 생일: 4월 10일, 별자리: 양자리
카자미학원부속 3학년 1반이다. 시노미야 4형제의 차남이다. 왕자같은 겉모습을 지녔지만, 초연한 인품으로 흠잡을 데 없는 언동은 수수께끼같다. 실은 1년 유급되어, 실제로는 시오의 2년 연상이다. 어렸을 적부터 병약하고 심장질환을 앓고 있다. 시노미야 형제가 하츠네섬에 돌아온 것은 그의 요양을 위해서였다. 또 자신의 지병 탓에, 형제는 병원이 바뀔 때마다 이사를 매번 하고 있으며, 자신이 가족의 부담이 된다는 점에 결코 겉으로 드러내지 않지만, 마음 속으로 미안하게 생각하고 있다.
시노미야 케이(일본어: 四之宮 渓)
성우: 하타노 와타루
신장: 186cm, 혈액형: A형, 생일: 11월 6일, 별자리: 전갈자리
시노미야 4형제의 장남. 집안의 기둥과 같은 존재로 집의 금전 출납을 그가 담당하고 있다. 그 탓에 그의 말에 반항하면 경우에 따라 용돈에 영향을 준다. 엄격하고 자신에게도 타인에게도 엄하지만 장남이라는 점도 있어서, 결코 겉으로 드러내진 않지만 책임감이 강해 혼자서 일을 떠맡으려하기 쉬운 타입이다. 근면하고 섬밖의 학교에 재학 중이다. 사정이 있어 시오의 가정교사가 된다.
코조 타카아키(일본어: 古城 孝明)
성우: 히라카와 다이스케
신장: 189cm, 혈액형: A형, 생일: 10월 20일, 별자리: 천칭자리
카자미학원부속의 역사 교사. 부모님이 의붓자식 사이에서 재혼하여 된 시오의 의오빠이다. 매우 진지하고, 농담같은 것은 전혀 통하지 않지만 가족에서는 시오에게 그다지 고개를 들 수 없다. 꽤나 시스콘이다.
류노스케(일본어: 龍之介)
성우: 오오스카 준
신장: 168cm, 혈액형: 모름, 생일: 모름
시오만을 맹목적으로 사랑하는 소년. 기억상실로 인해 시오와 만나기 전의 일을 기억하지 못한다.

### 그 외
나루카와 오오세(일본어: 成川 大瀬)
성우: 나루세 미아
카자미학원부속 2학년 2반. 미인이면서 활발한 성격이고, 주인공의 친구이다. 반에서는 학급위원장을 맡고 있다. 연극부원으로서의 담당은 배우. 루트에 따라 사랑의 라이벌이 되기도 한다.
시라카와 나나카(일본어: 白河 ななか)
성우: 나바타메 히토미
#D.C.II를 참조.
스기나미(일본어: 杉並)
성우: 키시오 다이스케
#D.C.II를 참조.
나루카와 유(일본어: 成川 悠)
성우: 나루세 미아
오오세의 남동생.
레이츠 아키히토(일본어: 礼津 明人)
성우: 코시다 나오키
타카아키의 친구. 사진사이다.